# Tuco
Artur Souza Silva, mais conhecido por Tuco  (Rio de Janeiro, 17 de fevereiro de 1978), é um personagem fictício da série A Grande Família da Rede Globo. Foi interpretado por Luiz Armando Queiroz na 1° versão. Foi também interpretado por Lúcio Mauro Filho na 2° versão.

## História (Referente a 2° Versão)
Artur Souza Silva, mais conhecido como Tuco, nasceu 17 de Fevereiro de 1978 e, é o filho mais novo da família Silva.
Tuco é o típico garoto que cresceu sem responsabilidades e objetivos. Mesmo em uma família de classe média-baixa, vivia recebendo mesada de seu pai Lineu (Marco Nanini), que sempre o chamava de preguiçoso na primeira oportunidade. O problema, é que isso não parecia o incomodar e por esse motivo não fazia o mínimo esforço para mudar de atitude. Entre estudar, trabalhar e festas, ele preferia a última opção, pois ele já tinha tentado várias vezes o vestibular, e como não conseguia passar, não via futuro em uma faculdade.
Entre uma festa e outra, Tuco sempre arranjava uma gatinha e não era raro vê-lo chegar em casa na companhia de uma mulher. Motivo pela qual já ocorreram várias confusões como: traições, brigas e filhos.
Aliás, após Tuco ter tido um filho com Viviane (Leandra Leal), o Nelsinho, ele nunca mais foi o mesmo, afinal de contas, teve que começar a trabalhar e levar a sério a vida.  Tentou o vestibular, mas não passou, pois só dormia. No episódio “Ah, Meu Pai!” Tuco achou que era pai do filho de Lurdinha, uma antiga empregada da família, o que fez com que Lineu chegasse à conclusão de que poderia ter netos espalhados pelo mundo. No final, era tudo engano, a moça queria apenas ganhar dinheiro em cima dele. Anos depois, foi descoberto que Nelsinho também não era filho do Tuco (Viviane deixou uma carta com o exame de DNA, que dizia que Nelsinho era filho de seu amigo, Fumaça).
A lista de mulheres na vida do Tuco é grande, mas de namoradas é pequena. Ele ficou anos procurando pela sua mulher perfeita, e ao que parece tudo leva a crer que a sua atual namorada, Gina (Natália Lage), é a mulher ideal, mesmo que os dois briguem de vez em quando por conta da falta de responsabilidade do rapaz. 
No natal de 2007, uma polêmica caiu da vida da família Silva: Tuco poderia não ser filho de Lineu e Nenê (Marieta Severo), tudo porque foi revelado no telejornal que teria tido uma troca de crianças na maternidade em que ele nasceu em Fevereiro de 1978. Para completar, Dona Abigail (Márcia Manfredini) deu à luz seu filho, Júnior, no mesmo dia em que Nenê teve Tuco, e o rapaz é bastante parecido com Lineu na maneira de se vestir (o que aumentou mais ainda a vontade de Tuco fazer um exame de DNA). Após fazer os exames, e de Bebel (Guta Stresser) ter dado à luz ao seu filho, Floriano (homenagem ao avô), Tuco descobriu que era realmente um Silva. 
Após ter desistido do vestibular, Tuco volta a tentar na 9ª Temporada. Entra pra um cursinho junto com a sua mãe, Nenê, que vai justamente pra dar força ao garoto. No final do ano, o nome dele estava na lista dos aprovados. Mais tarde descobrimos que ele só passou porque Nenê desistiu, abrindo a vaga para ele. Agora, finalmente na faculdade, ele está cursando veterinária. Ele continuou nesse curso, o mesmo do pai, com algumas dificuldades: em algumas ocasiões ele ficava com notas baixas, o que mostrava uma certa falta de interesse pelos estudos, ou pelo menos pelo curso escolhido.
Só, que na 11° temporada, Lineu descobriu um segredo de seu filho: ele havia trancado a faculdade (e a única que sabia disso era a sua mãe). Após brigar com o pai, Tuco saiu de casa e foi morar com a sua namorada, Gina.  O rapaz resolveu fazer uma festa para comemorar sua nova fase, mas acabou exagerando na comemoração, o que fez a sua namorada se irritar, e com isso ele resolveu sair da casa dela. Após isso, pediu abrigo para Bebel, que para ajudar seu irmão, sugeriu ao seu marido, Agostinho (Pedro Cardoso), dar emprego para o Tuco na frota de taxi. Tuco chegou a novamente sair de casa e morar com Paulão (Evandro Mesquita), o que irritou Gina, que queria seu noivo morando com ela em seu apartamento (ele agora tem medo de morar com ela e sentir-se como um homem casado).

## Personalidade
Tuco era um rapaz bastante preguiçoso. É notável, que embora ainda não seja responsável, ele mudou bastante com o passar das temporadas.
Mesmo traindo de vez em quando, Tuco é bastante romântico quando começa um verdadeiro namoro. Isso já foi visto em “Joga Pedra na Nenê” onde ele declara seu amor por Marilda em um alto-falante.
Tuco e seu avô, Seu Floriano, viviam fazendo piadas sobre o Agostinho. Mesmo após a morte do avô, Tuco prosseguiu nas piadas e vive implicando com o cunhado.
Tuco é esperto, e sempre que quer pedir alguma coisa, pede sem dar muita bandeira. Desse jeito ele acaba conseguindo as coisas. Assim como Agostinho, ele também dá volta nos outros, mas com uma freqüência menor. Por ser mais discreto consegue enganar por mais tempo, mas sempre é descoberto.
Tuco já teve diversos trabalhos, já foi inclusive entregador de pizza no episódio “dois pra lá, dois pra cá”. Quando acontece alguma festa no Paivense (clube do bairro), ele se arrisca como DJ. Atualmente é taxista.
É o personagem mais comilão do programa, sempre assaltando a geladeira nos horários mais improváveis e fazendo refeições inimagináveis.
Ele tem amigos, não muito confiáveis, com apelidos engraçados, como o Cabelo e o Pentelho em “Um Tapinha não Dói”, Foguete em “A Mocréia” e Fumaça em “Dois Filhos de Lineu”.
Mesmo com uma vida tranquila, Tuco já se sentiu mal algumas vezes por não ser alguém na vida. Isso ficou mais claro no episódio “Trinta Anos Esta Noite”, quando chegou em casa bêbado, pois tinha passado a noite inteira fora de casa tentando esquecer que tinha feito 30 anos e continuava parado na vida.
Torce para o Clube de Regatas do Flamengo.

## Infância e adolescência
Aos 6 anos, na piscina, Lineu tirou a boia de braço do Tuco, porque, segundo ele, todas as outras crianças já davam pé, e que por isso, seu filho poderia ficar sem o equipamento. Fato revelado em “Um é Pouco, Dois é Bom, Zero-Três é Demais!”
Não se sabe muito sobre a infância do Tuco (já que foi apresentado em poucas vezes), mas no episódio “O Natal Dos Sem-Teto”, Bebel deixa bem claro, que Tuco sempre precisou da mãe para tudo. Ela revela que Nenê amarrou seu cadarço até os 10 anos.
Em “Os Fofoqueiros” Agostinho revela que Tuco fez xixi na cama até os 15 anos de idade, e que a fonte dessa afirmação foi a pessoa mais verdadeira, Dona Nenê. Segundo ela, o motivo para isso, era porque o Tuco tinha problemas emocionais.
Na escola, Tuco também não parecia ser um aluno tão exemplar, embora sua mãe achasse ao contrário. Em “A Dama e o Vagabundo”, Nenê acreditava que seu filho havia ganhado uma medalha na feira de ciências, quando na verdade, era um concurso de arroto que ele havia participado.
No episódio “Operação barata voa”, Tuco revela que quando se tornou um adolescente, montou com o primo Frank uma banda. O primo era o vocalista.

## Big Brother Brasil
Na 5ª Temporada, Tuco participou do Big Brother Brasil no episódio “Seu Popozão Vale Um Milhão”. No episódio ele arranja confusão com Tony, um típico ditador valentão que é o líder da semana, logo no início, pois só sabe comer e relaxar (não ajudando em nada nas tarefas da casa). Logo se torna amigo de Paty, a garota mais atraente do programa por quem Tuco se interessa.
Até que em uma briga com Tony, Tuco faz uma revelação: é gay! Isso logo choca a família, que sabe que ele está mentindo. E conforme os dias vão passando, Tuco vai ficando mais popular e se torna o competidor favorito (ao prêmio) daquela edição do programa. No entanto, em um banho com Paty, ele não aguenta, e se joga para cima dela, acabando com toda a farsa e arranjando confusão com os moradores da casa, sobretudo com Tony, que o provoca, atiçando a raiva em Tuco que termina batendo no valentão, que por bem pouco é protegido pelos demais que apartam a briga. Como não pode agressão no programa, Tuco é expulso. 
Logo após sua saída, Tuco pede perdão ao pai em rede nacional, e mesmo Agostinho enraivecido com a atitude do cunhado(já que queria usufruir do prêmio milionário que Tuco poderia ganhar), Lineu se compadece e vai atrás do filho, inclusive o salvando de ser linchado por uma multidão de homossexuais, revoltados com a farsa de Tuco no programa e dispostos a matá-lo.
Por conta dessa participação, Tuco foi convidado pra diversas festas, como convidado VIP, porque ele é um ex-BBB agora. Ele já usou essa “profissão” no episódio “Mãe só Tinha uma”, enganando Lineu que ele havia sido reconhecido (na verdade usou a profissão do pai pra não pagar) e em “As Debutantes”, sendo o príncipe da aniversariante. No episódio "Segurança, mas não cai", Tuco volta de uma festa de carona com sua amiga ex-BBB Paty, que já sabe que ele não é gay, e os dois flertam no carro dela até serem flagrados por Agostinho, Bebel e Remela(amigo de Agostinho e bandido local que para se redimir com o povo do bairo, tenta trabalhar como segurança), que tentam fiscalizar a moça acreditando ser uma garota de programa. Tais insultos arruinam o romance entre Tuco e Paty, que o deixa para trás e ainda faz uma reclamação via jornal sobre o ocorrido.

## Como Comediante
Na 12ª temporada, Tuco vai fazer um teste para uma telenovela, para uma emissora de televisão, só que não passa no teste, porém ele fez um teste para comediante e passou.Faz um quadro num programa humorístico onde ele é um gay, e três lindas mulheres ficam "xavecando" ele, ele porém rejeita e as moças falam "Saí do armário, Serginho!!" e ele responde "Papai não deixa!".O quadro virou um sucesso de audiência e agora Tuco ficou famoso pelo seu personagem no programa humorístico, o Serginho.

## Namoradas
- Marina – Se encontrou com o Tuco no carnaval, na escola de samba do bairro e logo se apaixonou no episódio “Ô Velho Gostoso”, da 1a Temporada.

- Viviane (Vivi) – Apareceu no episódio “Momô Quer Momô” da 3ª Temporada.

- Marilda – Os dois beberam e acordaram na mesma cama em “Não tem Tu, Vai Tuco Mesmo”, da 4a Temporada. No início, Dona Nenê não aprovava a relação pois achava Marilda muito velha para ele, mas com o tempo passou a aceitar.[6]

- Gina – Namorada mais recente do Tuco apareceu na 6ª Temporada no episódio “Casar é um Bom Negócio”.

## Relações

### Irene de Souza Silva (Dona Nenê)
Para ele é a melhor mãe do mundo, mesmo que de vez em quando faça absurdos como deixá-la no maracanã (episódio “A Mãe do Ano”).
Ele ama a sua mãe incondicionalmente, e quando percebe que Lineu, vai brigar com ele sobre alguma coisa, pede logo ajuda para Dona Nenê, que mesmo sabendo que seu filho querido não é perfeito (e que apronta bastante), o protege, o que faz com que muitos achem que ela o mime demais.
Ele só tem um problema com ela: quando Nenê insiste em falar mal de suas namoradas (por ser mãe-coruja, tem maior cuidado quanto as suas futuras noras).

### Lineu Silva
Por saber que o pai é super resmungão e que vive o chamando de preguiçoso, Tuco sempre vem preparado com alguma desculpa pra enganar o pai e se ver livre de qualquer problema, o que nem sempre é possível, já que assim como Tuco, Lineu também é bastante esperto (mais do que ele até).
Mesmo não dando muita atenção as preocupações do seu pai (que não quer ver o filho largado na vida), Tuco sabe que precisa mudar, mas além de não ter motivação, ele não gosta do modo como o pai o trata e fala com ele, o que faz os dois entrarem em conflito.

### Maria Isabel da Silva Carrara (Bebel)
Os dois vivem entrando em confusão, seja por comentários sarcásticos que o Tuco faz sobre o Agostinho, ou por um considerar o outro o preferido dos pais.
Mesmo assim, em muitas situações eles se entendem, e conseguem juntos chegar a uma conclusão.

### Augusto Carrara (Agostinho)
Os dois vivem de implicância, um falando mal do outro, mas se suportam, afinal de contas, a ligação dos dois está em Bebel (mesmo que para Tuco, cunhado não seja parente).
Atualmente, trabalha na frota de táxi do Agostinho, e já entrou em conflitos com o seu cunhado em algumas ocasiões, principalmente por considerar Agostinho autoritário. Por causa de um acidente, Tuco chegou a processar o cunhado, junto com Lineu, mas no final descobriram que dessa vez, a culpa era toda de Tuco, que conversava no celular com a sua namorada.  

## Apelidos
- Tuco – Como é conhecido no bairro.
- Tuquinho – Como é chamado pela mãe algumas vezes.